# Улица Карла Маркса (Королёв)
Улица Ка́рла Ма́ркса  — улица в центральной части города Королёва.

## История
Застройка улицы началась в 1946 году. 
Дом №10а — единственная хорошо сохранившаяся дача из довоенных построек. В доме проживала семья бывшего директора НИИ-88 Спиридонова Алексея Сергеевича.

## Трасса
Улица Карла Маркса начинается от Вокзального проезда и заканчивается на Октябрьской улице.

## Транспорт
Автобусы:
- 2 (Улица Академика Легостаева — ст. Подлипки — ст. Болшево — Улица Академика Легостаева)[2]
- 28 (Улица Академика Легостаева — ст. Болшево — ст. Подлипки — ст. Мытищи)[3]
- 392 (Улица Академика Легостаева — ст. Болшево — ст. Подлипки — Москва (м. ВДНХ))[4]

Маршрутные такси:
- 2 (Улица Академика Легостаева — ст. Подлипки — ст. Болшево — Улица Академика Легостаева)[2]
- 4 (Улица Академика Легостаева — ст. Болшево — ст. Подлипки — Рынок на Яузе)
- 13 (ст. Подлипки — Лесная школа — ст. Болшево — ст. Подлипки)
- 28 (Улица Академика Легостаева — ст. Болшево — ст. Подлипки — ст. Мытищи)[3]
- 58 (ст. Подлипки — ст. Болшево — пл. Загорянская — ст. Щёлково)

## Организации
- дом 1а: Торговый центр «Дом Быта»

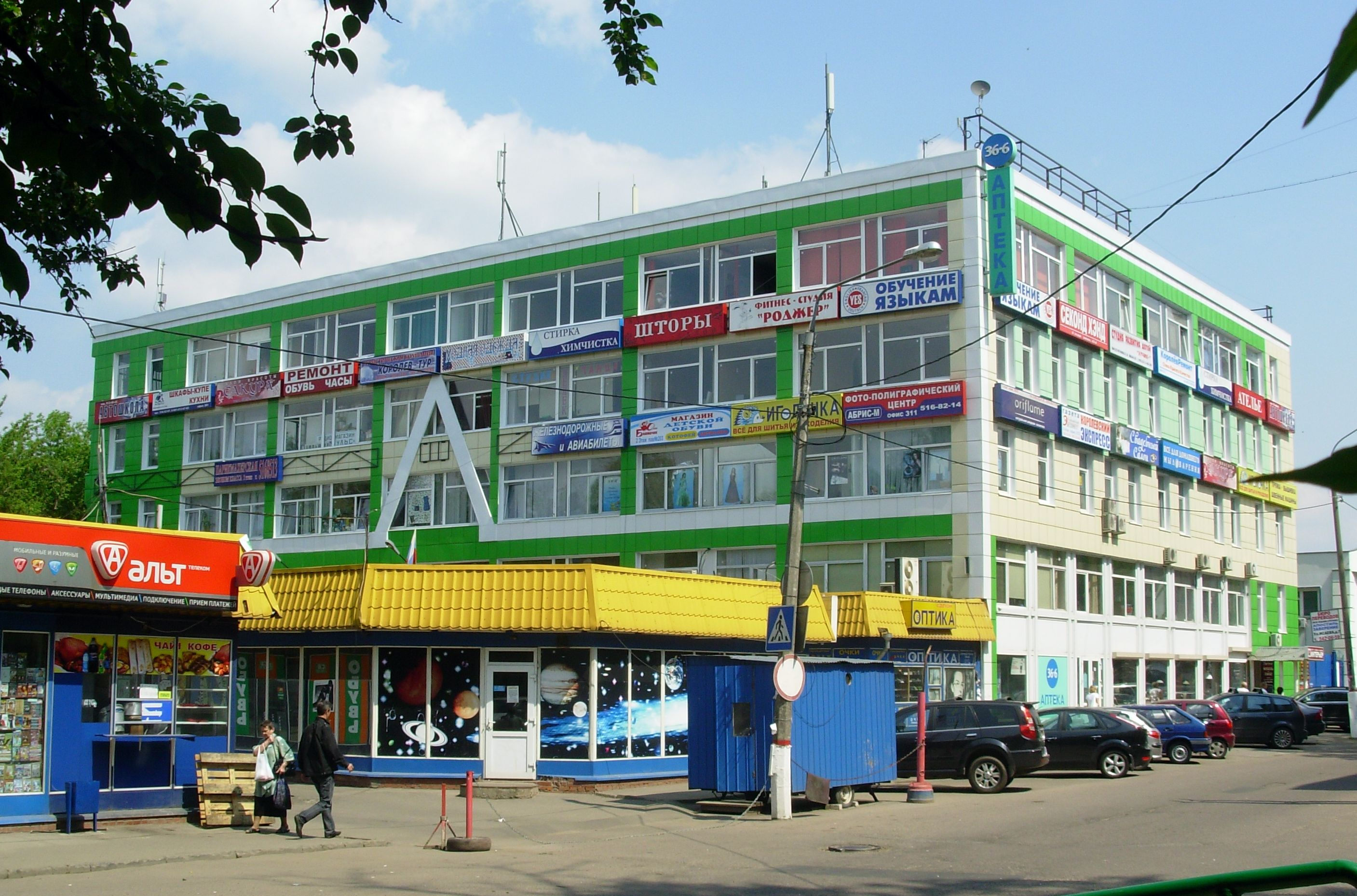
Торговый центр «Дом Быта»

- дом 1: Офис «Подлипки» турагентства «Центр туризма и связи „Анжелика“», Пожарный гидрант № 0257 (K150, L8),
- дом 2а: Банк «Совкомбанк», Лотерейный магазин «Победа»
- дом 2: Агентство недвижимости «Эрия-М», Салон красоты «Дуэт»
- дом 3а: Магазин «СВ-Обувь», Салон сотовой связи «Альт Телеком»
- дом 3б: Спорт-кафе, Магазин «Канцтовары и игрушки»
- дом 3д: Обувной салон, Пожарный гидрант № 0187 (K150, L11)
- дом 3: Общественный фонд «Содействие обеспечению законности, правопорядка и безопасности граждан „ЭФЕС“», Ветеринарная клиника «Эфес-плюс»
- дом 4: Пластиковые окна в Королёве от компании «Окнатек», Пожарный гидрант № 0256 (K150, L18)
- дом 5: Детская поликлиника № 1 ЦГБ г. Королёва
- дом 7/12: Пожарный гидрант № 0188 (K150, L13)
- дом 10а: Дача Сапожниково-Ново-Перловка 1900-е гг., Дача бывшего директора НИИ-88 Спиридонова А. С.
- дом 12а: «Светлячок», детский сад № 19 г. Королев
- дом 13: Пожарный гидрант № 0189 (K100, L16)
- дом 14/15: Гостиница, Пожарный гидрант № 0137 (K150, L7), Мужское общежитие № 1, Стоматологический центр «Стоматолог и Я»
- дом 16/14: Оборудование для монтажа ТВ-систем «АКТ», Агентство недвижимости «Альфа», Ателье «Ательер»
- дом 18: Автотранспортная компания «Рубеж+М», Магазин одежды для дома «Гроссо-Модо», Ломбард «Инкотех»
- дом 19: Агентство недвижимости «Аданая»
- дом 21/17: Мемориальная доска Мишину В. П. (1917—2001), Дом, где жил В. П. Мишин,
- дом 23/16: Компания «Дом оснастки», Магазин «Продукты»
- дом 25: Пожарный гидрант № 0191 (K150, L6)
- дом 27/21: Пожарный гидрант № 0192 (K150, L5)